# 瓊哈爾海峽
琼哈尔海峡（羅馬化：Chonharska protoka）是乌克兰的一条短、浅、狭窄的海峡，分隔锡瓦什湖的东部和西部，锡瓦什湖是一系列较浅的泻湖系统，将克里米亚与别佩雷科普地峡以东的乌克兰大陆部分分开。

## 概述
琼哈尔海峡长约300（980英尺），宽度约80—150（260—490英尺）深度小于3（9.8英尺） 。该海峡将北部的琼哈尔半岛（位于大陆，包括琼哈尔村）与南部的图普占科伊半岛（位于克里米亚）分开。瓊哈爾大橋两座桥梁横跨海峡。其中一条承载乌克兰 M18高速公路，该高速公路是从挪威北部到雅尔塔的欧洲 E105公路的一部分。位于更南的旧桥已被废弃。